# Aedes Tensarum
Die Aedes Tensarum (auch Aedes Thensarum, Thensarium oder Tensarium Vetus) war ein kleines Heiligtum in der Area Capitolina in unmittelbarer Nähe des Tempels für Iuppiter Optimus Maximus auf dem Kapitol in Rom. Es wird in einem Militärdiplom erwähnt und spezifiziert dort eine Ortsangabe. Das kleine Gebäude diente vermutlich zur Aufbewahrung der silbernen und elfenbeinernen Festwagen, der tensae, in denen Götterstatuen zu Spielen in den Circus Maximus überführt wurden. Es war auch unter dem Namen Tensarium bekannt. Nachdem der Wagen des Iuppiter im Circus Maximus untergebracht worden war, nannte man es auch Tensarium Vetus. Die genaue Lage des Gebäudes ist nicht lokalisiert.